# Отельфинген
Отельфинген (нем. Otelfingen) — коммуна в Швейцарии, в кантоне Цюрих.
Входит в состав округа Дильсдорф. Население составляет 2259 человек (на 31 декабря 2007 года). Официальный код — 0094.

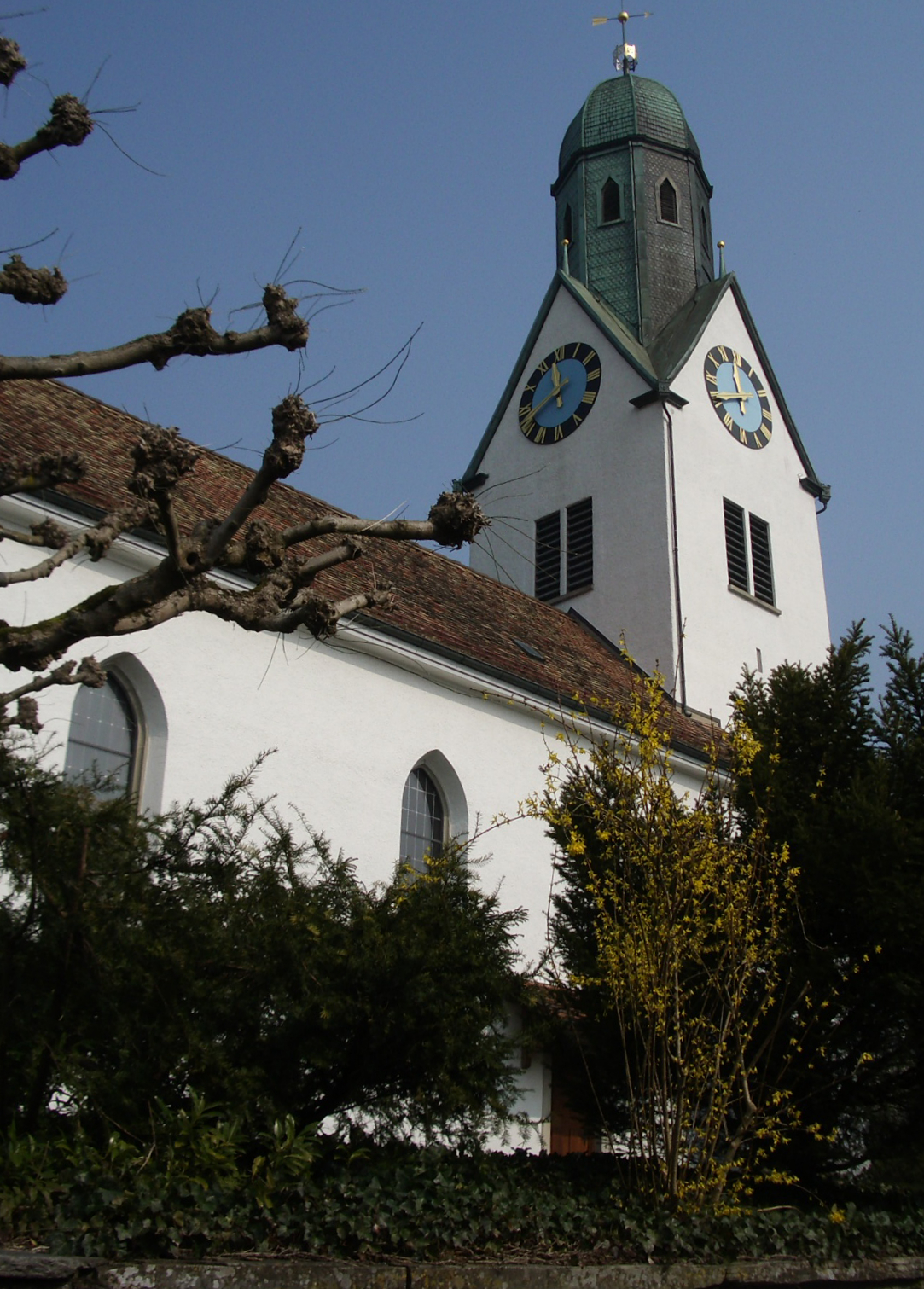
Церковь

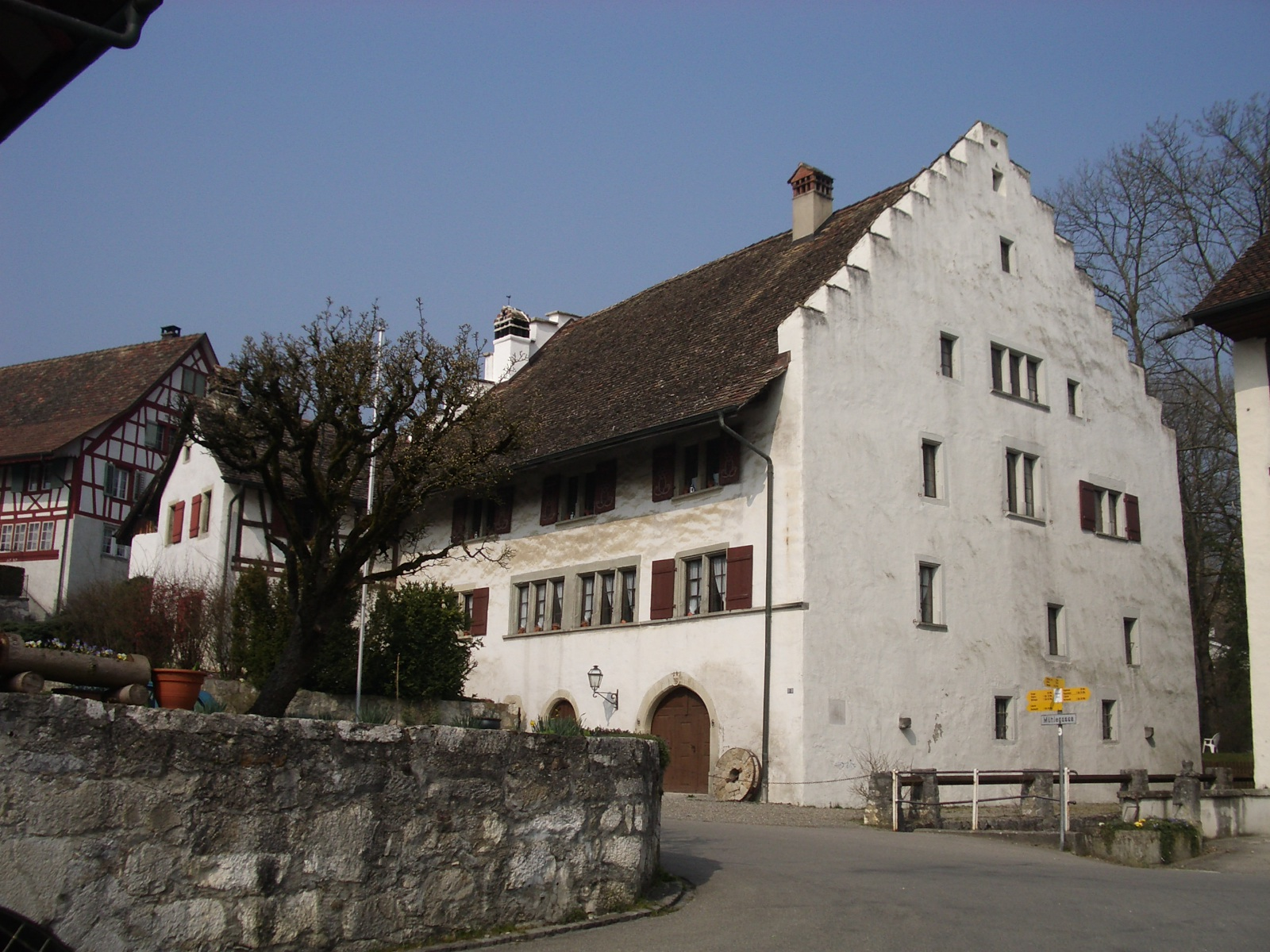
Отельфинген